# Reuben Uatioa
Te Reuben Kiraua Uatioa (1924 à Onotoa - 1977) est un homme politique gilbertin.

## Parcours politique
Il est le leader de l'association Tungaru et du Gilbertese National Party, le premier parti politique de la colonie, pour faire prévaloir la culture et la nationalité gilbertines. Après avoir été élu en 1967 député à la Chambre des représentants de la colonie britannique des îles Gilbert et Ellice, il devient le premier Chef élu de la colonie et ensuite le Leader des Affaires gouvernementales, restant à son poste exécutif jusqu'à sa défaite électorale inattendue de 1974. Il devient ensuite brièvement le Speaker de la Chambre des représentants jusqu'en 1975 et le second maire du Teinainano Urban Council à Tarawa-Sud. Le stade national de Tarawa-Sud à Bairiki porte son nom.